# Billaea ovata
Billaea ovata är en tvåvingeart som beskrevs av Louis-Paul Mesnil 1976. Billaea ovata ingår i släktet Billaea och familjen parasitflugor.
Artens utbredningsområde är Madagaskar. Inga underarter finns listade i Catalogue of Life.